# MidpX
MidpX es un software gratuito y libre, que consiste en un emulador para ejecutar juegos en el PC.

## Descripción
MidpX es un software emulador de juegos y aplicaciones que han sido desarrollados en J2ME.
para jugar y probar los juegos y aplicaciones java antes de instalarlos o ejecutarlos en tu móvil.
El software en sí es simple: tu instala y luego hacer doble clic en cualquier aplicación .jar para ejecutarlo..
Una serie de limitaciones, cualquier aplicación 3D se ejecuta en el emulador - sólo los que trabajan sprites uso. Y bien todavía puede colgar. Y las opciones de configuraciones disponibles son bastante limitados.
Para emular el juego móvil, utilice las teclas de dirección en el teclado de la PC, o hace clic con el ratón en las teclas del teléfono virtual en la pantalla.